# Dokkoider
Dokkoider (住めば都のコスモス荘・すっとこ大戦ドッコイダー?, Sumeba miyako no cosmos, sō suttoko taisen Dokkoidā) è una serie di light novel di fantascienza di Taro Achi con illustrazioni di Yu Yagami, pubblicata da ASCII Media Works dal 10 maggio 1999 al 10 settembre 2003 in sei volumi. Si presenta come un'opera di fantascienza, parodia di altre opere tra cui gli anime incentrati sui robot, e pone una critica piuttosto aspra nei confronti del mondo del lavoro e della cultura giapponese in generale.
Da essa è stato tratto un manga, scritto e disegnato sempre da Achi e Yagami e serializzato sulle riviste Dengeki AniMaga e Dengeki Comic Gao! da agosto 2000 ad aprile 2004, e una serie televisiva anime di 12 episodi, prodotta da Ufotable e trasmessa dal 5 luglio al 20 settembre 2003 su Mainichi Broadcasting System. In Italia è stato trasmesso nel 2005 soltanto il primo episodio, sottotitolato, nell'anime week di MTV.

## Trama
Suzuo Sakurazaki ha 20 anni ed è alla ricerca di un lavoro, ma sembra che nessuno sia disposto a prenderlo part-time per via di innumerevoli problemi. Infatti molti a cui telefona dichiarano apertamente di essere in bancarotta. Il ragazzo è avvilito, ma non si perde d'animo. Finché non incontra la piccola aliena Tanpopo, una bambina vestita come una eroina dei cartoni animati che gli propone di lavorare per la sua società di giocattoli testando l'armatura disegnata da lei stessa che lo può trasformare in Dokkoider. Il ragazzo non sembra interessato all'offerta, ma alla fine accetta anche se, quando capisce che deve difendere la città da un mostro robotico gigantesco, cerca immediatamente di darsela a gambe.
Tra gag, incomprensioni e la comparsa di nuovi nemici da abbattere, il protagonista acquista sempre maggior dimestichezza con la vestizione di Dokkoider, aiutato pazientemente da Tanpopo. In realtà Dokkoider è solo uno dei due supereroi impegnati nella lotta al crimine. Lui e Neruloid Girl sono stati scelti per testare le loro tute e la società costruttrice vincitrice avrà l'appalto per la costruzione in serie delle proprie vestizioni da impiegare nell'esercito interplanetario. I nemici, mandati dalla stessa organizzazione, possono invece guadagnare la libertà se riescono a svelare l'identità dei due paladini della giustizia.

## Personaggi
- Suzuo - 20 anni, ragazzo di campagna in cerca di lavoro. Diventa Dokkoider senza comprendere appieno quali siano i suoi compiti e soprattutto rendendosi perfettamente conto di quanto il costume sia ridicolo.
  - Dokkoider - il costume è stato costruito da una società che produce giocattoli. Ha una serie di attacchi difficilissimi da eseguire e un impianto stereo interno che porta il protagonista a immedesimarsi nel personaggio.
- Tanpopo - ragazzina extraterrestre aiutante di Dokkoider. Ha disegnato lei l'armatura.
  - Kosuzu - identità fasulla di Tanpopo. Finge di essere la sorella di Suzuo e arriva, guardando la televisione, a sospettare che il fratello si sia innamorato di lei.
- Asuka - Una ragazza impiegata da una seconda società in lotta per l'appalto delle tute militari, Asuka è in realtà un maschiaccio e beve litri di birra. Sembra attratta da Suzuo, ma lo allontana sempre.
  - Neruloid Girl - vestizione di Asuka. Eroina formosa e letale, è la rivale di Dokkoider nella lotta al crimine.
- Hana - coniglio che come Tanpopo con Suzuo assiste Asuka.
- MaronFlower - il principale nemico della serie. Malvagio e perverso, è un genio della robotica che utilizza per costruire i propri mezzi di distruzione e minacciare la città.
  - Kurisaburo Kurinohana - identità fasulla di MaronFlower, è un vecchietto perverso che ama giocare con i videogiochi d'appuntamento hentai.
- Clicker - robot di MaronFlower.
  - Kurika - identità fasulla di Clicker. Si trasforma in questa splendida e docile fanciulla ogni volta che torna a casa Cosmos. MaronFlower approfitta della trasformazione per ammirare il suo corpo.
- Edelweiss - bambina pestifera nemica di Dokkoider che riesce a dare vita alle forme create con la plastilina. Si scontra sempre con Hyacinth.
  - Ruri - identità fasulla di Edelweiss. Nella trasformazione diventa una semplice bambina, forse fin troppo matura e scontrosa. Si innamora di Suzuo quando lui le dimostra la sua amicizia.
- Hyacinth - dominatrice sadomaso vestita in pelle che utilizza come arma il suo schiavo. Dopo averlo frustato infatti questo si trasforma sempre in animali feroci. Ultimamente però sembra sempre che le trasformazioni non vadano a buon fine.
  - Sayuri - identità fasulla di Hyacinth. Dopo che Suzuo le salva la vita, cerca in tutti i modi di farlo suo. Suzuo ci starebbe anche ma viene sempre bloccato o da Tanpopo o da Ruri.
- Pierre - biondino che segue costantemente la sua padrona.
  - Lo schiavo - Pierre in versione sadomaso. Se frustato, si trasforma in bestie di diverso genere.
- Mogumokkuru - osserva gli esiti della battaglia tra gli eroi e i malvagi per stabilire a chi deve essere concesso l'appalto. Viene sempre maltrattato dai superiori.
- Ogiwara - assistente di Mogumokkuru.

## Episodi
La serie animata è stata prodotta in 12 episodi, trasmessi in Giappone dal 5 luglio al 20 settembre 2003.
| Nº | Titolo italiano Giapponese 「Kanji」 - Rōmaji                                                                            | In onda           | In onda |
| Nº | Titolo italiano Giapponese 「Kanji」 - Rōmaji                                                                            | Giapponese        |         |
| 1  | Enter Dokkoida! 「ドッコイダー登場でドッコイ」 - Dokkoida tōjō de dokkoi                                                 | 5 luglio 2003     |         |
| 2  | Purple Hair, How Hip Can Ya Get? 「流行色は紫でドッコイ」 - Ryūkō shoku ha murasaki de dokkoi                            | 12 luglio 2003    |         |
| 3  | Dokkoida vs. Edelweiss! 「ドッコイダーＶＳエーデルワイスでどっこい」 - Dokkoida VS Ederuwaisu dedokkoi                   | 19 luglio 2003    |         |
| 4  | The Strange Neighbor, Sayuri 「謎の住人４号室のヒヤシンスでドッコイ」 - Nazo no jūnin 4 gōshitsu no hiyashinsu de dokkoi | 26 luglio 2003    |         |
| 5  | Mission: Allowance Increase 「小遣い値上げでドッコイ」 - Kodukai neage de dokkoi                                         | 23 agosto 2003    |         |
| 6  | The Pool Cycle Race 「プール争奪サイクルレースでドッコイ」 - Puru sōdatsu saikururesu de dokkoi                          | 6 settembre 2003  |         |
| 7  | Kurika's Dream 「栗華の夢でドッコイ」 - Kuri hana no yume de dokkoi                                                      | 14 settembre 2003 |         |
| 8  | Little Sister Love 「妹L♥O♥V♥E♥でドッコイ」 - Imōto L♥O♥V♥E♥ de dokkoi                                                   | 21 settembre 2003 |         |
| 9  | I Like it Hot 「お熱いのがお好きでドッコイ」 - O atsui nogao suki de dokkoi                                              | 28 settembre 2003 |         |
| 10 | Mogumokkuru's Make-Over 「変化！モグモッグルでドッコイ」 - Henka! mogumogguru de dokkoi                                  | 4 ottobre 2003    |         |
| 11 | Cosmos House's Last Hour? 「コスモス荘最後の日？でドッコイ」 - Kosumosu sō saigo no nichi? de dokkoi                     | 11 ottobre 2003   |         |
| 12 | Battle of Zealousness! 「熱血バトルでドッコイ」 - Nekketsu batoru de dokkoi                                              | 18 ottobre 2003   |         |

### Sigle
- Apertura: Itsumo te no naka ni by Pyschic Lover
- Chiusura: Chikyuu Merry-Go-Round by Kana Ueda